# Il cacciatore della foresta d'argento
Il cacciatore della foresta d'argento (Echo der Berge) è un film del 1954, diretto da Alfons Stummer, con Erni Mangold.

## Trama
Hubert Gerold, il nuovo guardiaboschi della Foresta d'argento, si oppone con successo, alleatosi con il consigliere comunale Leonhard, al disboscamento.
Egli, ad un ballo campestre fa la conoscenza di Liesl Leonhard, nipote del consigliere, che ha accettato l'invito del nonno a trascorrere del tempo nelle montagne della Stiria. Hubert fa scoprire a Liesl, che è un'artista cittadina, le bellezze rurali della foresta. Da Vienna giunge Max Freiberg, collega e pretendente di Liesl, che, notando la propensione della ragazza per il guardiaboschi, si ingelosisce. Non riuscendo ad ottenere un permesso di caccia, Max abbatte, da bracconiere, il più maestoso cervo della riserva. Max viene scoperto da Hubert, che tuttavia, supponendo che sia stata Liesl a fornire il fucile al collega, per amore della ragazza non lo denuncia. Di conseguenza Hubert viene licenziato.
Dopo un litigio con Hubert la disillusa Liesl fa ritorno a Vienna. Solo qualche mese più avanti, ad una festa nell'atelier di Max, Liesl viene a conoscenza di come si sono svolti esattamente i fatti. Ella torna quindi dal nonno, e lì incontra di nuovo Hubert, che nel frattempo è stato riabilitato. Fra i due l'amore può alla fine trionfare.

## Produzione
Il cacciatore della foresta d'argento, del 1954, è uno degli Heimatfilm austriaci classici nonché uno dei film di lingua tedesca di maggior successo di tutti i tempi. Ha rappresentato un avvenimento nella carriera dei due attori protagonisti, Anita Gutwell e Rudolf Lenz, che in seguito hanno lavorato più volte insieme con grande successo.
Il film è stato originariamente progettato e finanziato dall'imprenditore e guardia forestale federale stiriana Mayr-Melnhof come documentario sull'attività della locale Associazione di cacciatori. Alle straordinarie riprese originarie di ambienti naturali è stata in seguito aggiunta una trama. Oltre agli studi cinematografici di Sievering, Vienna, le location comprendono Salisburgo, Trofaiach, Frohnleiten, il Tirolo e le Caravanche.
Il cacciatore della foresta d'argento, con Schwarzwaldmädel e Grün ist die Heide appartiene ai classici dell'Heimatfilm degli anni '50, e, con i suoi stimati 28 milioni di spettatori nelle sale cinematografiche, è probabilmente al momento il film di lingua tedesca di maggior successo. All'uscita del film i componenti della troupe, fra i quali gli stessi attori protagonisti, erano scarsamente noti al pubblico. Caratteristica principale del film, a differenza degli altri Heimatfilm ordinari, erano la preponderanza delle riprese degli ambienti naturali, in confronto alle quali la stessa trama assumeva un aspetto secondario. Il film rappresentò il trampolino di lancio per i due protagonisti, e nel 1956 uno degli autori, Günther Schwab, pubblicò il romanzo Der Förster vom Silberwald, con lo stesso titolo del film adottato in Germania. Alla televisione tedesca il film ha avuto il suo primo passaggio il 26 settembre 1980 nell'ambito della retrospettiva dell'ARD sull'Heimatfilm.
A Rudolf Lenz fu proposto, all'atto di accettare la parte, alternativamente un ingaggio o una partecipazione agli utili: scelse l'ingaggio, anche se poi, a suo stesso dire, dato l'enorme successo commerciale del film. la partecipazione agli utili sarebbe stata di gran lunga più remunerativa.

## Distribuzione
Il film ebbe la sua prima a Vienna nel novembre 1954 con il suo titolo originale Echo der Berge, mentre fu rappresentato per la prima volta in Germania, col titolo Der Förster vom Silberwald, l'8 febbraio 1955, tramite la ditta di distribuzione cinematografica Union-Filmverleih GmbH di Berlino. La prima rappresentazione in Danimarca, dove il film veniva intitolato Jægeren fra Sølvskoven, ebbe luogo il 2 aprile 1956, in Svezia il 27 agosto 1956, col titolo Silverskogen; successivamente fu presentato anche in Italia.
Il film è stato pubblicato per la prima volta in DVD il 7 novembre 2008 da Kinowelt/Studiocanal, insieme all'altro Heimatfilm Hohe Tannen, all'interno della serie Ein Wiedersehen mit … Anita Gutwell; un'ulteriore pubblicazione di Kinowelt ha fatto seguito il 17 luglio 2009, nonché, insieme con il suo sequel Der Wilderer vom Silberwald, il 6 gennaio 2011. Il 17 febbraio 2011, sempre a cura di Kinowelt, il film è stato pubblicato di nuovo, come secondo della serie Ein Stück Heimat zum Sammeln; infine il film ha avuto un'ulteriore pubblicazione in DVD presso "Alive", nella serie Juwelen der Filmgeschichte, il 9 febbraio 2018.

## Accoglienza

### Critica
Nonostante il suo successo commerciale il film è stato in seguito soggetto a valutazioni opposte.
Da una parte Il cacciatore della foresta d'argento è considerato un classico, se non addirittura un prototipo, dell'Heimatfilm. TV Spielfilm Filmlexikon lo considera decisamente degno di essere goduto anche oggi: "Uno di quei Heimatfilm intramontabili, costantemente citato insieme a Schwarzwaldmädel e Grün ist die Heide, che, nonostante i suoi ripetuti passaggi televisivi non mostra apparentemente alcun segno di logorio". In tutte le recensioni sono state costantemente lodate le eccezionali riprese paesaggistiche e di vita animale.
Sono stati invece accolti criticamente gli stereotipi e la convenzionalità della trama. Adolf Heinzlmeier e Berndt Schulz su Lexikon „Filme im Fernsehen“ giudicano il film tendenzialmente come un polpettone. Il Lexikon des internationalen Films e l'Handbuch V der katholischen Filmkritik parlano di una trama sdolcinata, salvata soltanto dalle riprese dell'ambiente naturale.
Sul sito Remember it for later, dedicato al cinema, si fa riferimento al fatto che il film "sia nato originariamente come un documentario sulla caccia in Stiria", e che solo "in un secondo tempo, tramite l'inserimento di una storia d'amore sia stato promosso a film a tutti gli effetti". Per questo motivo il regista Alfons Stummer avrebbe operato "senza un'atmosfera definita, senza una sensibilità per i tempi ed il ritmo, senza ingegnosità, in una mera ridda di immagini guidate da un'ideologia dubbia, che al giorno d'oggi risulta difficile da sostenere".
Johannes Kösegi, sul sito KinoFilmer, d'altra parte, rileva che "ad eccezione del geloso pretendente cittadino e dell'avida proprietaria della segheria" vi sarebbero rappresentati solo "esseri umani fondamentalmente buoni", e che "il triangolo amoroso che alla fine si risolve nel verso giusto" lascerebbe lo spettatore "con un retrogusto gradito", mentre "l'intreccio sentimentalistico" rispecchierebbe "l'atmosfera tipica dei romanzi di Ganghofer".

## Riconoscimenti
Il film ha ricevuto una menzione dal Deutsche Film- und Medienbewertung (FBW) di Wiesbaden, nonché il premio Bambi per il miglior film straniero nel 1955.